# Phil Harrington
Phil Harrington (Bangor, 20 novembre 1963) è un ex calciatore gallese, di ruolo portiere.

## Carriera
Harrington inizia a giocare con i semiprofessionisti gallesi del Caernarfon Town, per poi nel 1981, all'età di 18 anni, passare agli inglesi del Chester City, militanti in quarta divisione. Qui fino alla parte conclusiva della stagione 1981-1982 fa da portiere di riserva, per poi negli anni seguenti guadagnarsi il posto da titolare e giocare in totale 76 partite di campionato; trascorre inoltre tre mesi nella stagione 1984-1985 in prestito in seconda divisione all'Oxford Utd, con cui non scende però mai in campo in partite ufficiali. Terminato questo prestito, nel marzo del 1985 viene ceduto a titolo definitivo al Blackpool, dove rimane fino al termine della stagione 1986-1987 come portiere di riserva, senza mai giocare in partite di campionato con la maglia dei Tangerines; questa militanza triennale è inoltre interrotta da due brevi periodi in prestito a Burnley e Preston N.E., entrambi club di terza divisione, con i quali durante la stagione 1985-1986 Harrington gioca 2 partite di campionato ciascuno.
Nel 1988, dopo una stagione trascorsa con i semiprofessionisti gallesi del Rhyl, il portiere gallese si trasferisce in Irlanda al Cork City, club della prima divisione locale, per sostituire tra i pali Tim Dalton come portiere titolare. Rimane al club di Cork fino al 2002 (e poi nuovamente dal 2005 al 2007, con una parentesi ai Cobh Ramblers dal 2003 al 2004), giocandovi in totale 257 partite di campionato (oltre a 2 in Coppa dei Campioni, 2 nei turni preliminari di Champions League, 2 in Coppa UEFA, 3 nei turni preliminari di Coppa UEFA ed una in Coppa Intertoto UEFA), competizione che vince nella stagione 1992-1993, in aggiunta a due Coppe di Lega.

## Palmarès

### Club

#### Competizioni nazionali
- Campionato irlandese: 1

Cork City: 1992-1993
- Coppa di Lega irlandese: 2

Cork City: 1987-1988, 1994-1995